# Dood van Mahsa Amini
Op 16 september 2022 stierf in Teheran een 22-jarige Koerdisch Iraanse vrouw genaamd Mahsa Amini (Perzisch: مهسا امینی, /mæhˈsɒː æmiːˈniː/), ook bekend als Jina Amini of Zhina Amini, onder verdachte omstandigheden, mogelijk als gevolg van politiegeweld.
Amini werd gearresteerd door de zedenpolitie van het Wetshandhavingscommando van de Islamitische Republiek Iran die toezicht houdt op de openbare uitvoering van de hidjab-voorschriften, wegens niet-naleving van haar hidjab naar overheidsnormen. De politie zei dat ze plotseling hartfalen kreeg op een politiebureau, op de grond viel en stierf na twee dagen in coma. Ooggetuigen en vrouwen die samen met Amini werden vastgehouden, zeiden dat ze zwaar was geslagen, wat naast haar gelekte medische scans ertoe leidde dat anderen hersenbloeding en beroerte diagnosticeerden.
De dood van Amini resulteerde in een reeks grootschalige protesten in het hele land en kreeg internationale aandacht, waaronder een verklaring van de Hoge Commissaris voor de Vluchtelingen van de Verenigde Naties, waarin de nadruk werd gelegd op geweld tegen vrouwen onder de Islamitische Republiek Iran. Verschillende leiders, internationale organisaties en beroemdheden gaven commentaar op het incident, veroordeelden de Iraanse zedenpolitie voor de behandeling van vrouwen en betuigden hun solidariteit met de demonstranten.
Als reactie op de protesten sloeg de regering van Iran niet alleen de protesten neer, ze schoot ook demonstranten neer, zette traangas en waterkanonnen in, blokkeerde de toegang tot veel apps, waaronder Instagram en WhatsApp, en beperkte internettoegang. Volgens internetmonitor NetBlocks zijn dit de strengste internetbeperkingen in Iran sinds 2019, toen het internet volledig werd uitgeschakeld. Bij de protesten vielen meerdere doden, en verschillende gevangenen, zoals rapper Toomaj Salehi, kregen de doodstraf opgelegd.
In 2023 werd postuum de Sacharovprijs aan Amini toegekend.
Een veelgebruikte leus in de protesten is jin, jiyan, azadi of zan, zendegi, azadi; in het Nederlands betekent dat "vrouw, leven, vrijheid" of "vrouwen, leven , vrijheid".

## Media
In 2024 bracht de Duitse symfonische-metalband Xandria de single Universal uit. Het nummer is deels een ode aan mensenrechtenactivisten, maar gaat ook deels over de dood van Mahsa Amini.